# Gordon Parry
Gordon Parry est un réalisateur et un producteur britannique né le 24 juillet 1908 et mort le 6 mai 1981. Il est le père de l'actrice Natasha Parry.

## Filmographie partielle
- 1945 : Le Chemin des étoiles (The Way to the Stars) d'Anthony Asquith
- 1949 : Golden Arrow
- 1950 : Midnight Episode
- 1953 : Week-end à Paris (Innocents in Paris)
- 1954 : Fast and Loose
- 1958 : Tread Softly Stranger